# 사모아 항공
사모아 항공(영어: Samoa Airways)은 사모아의 항공사로 1959년에 폴리네시안 항공(영어: Polynesian Airlines)으로 설립되었다가 현재의 사명으로 사명으로 바뀌었다. 허브 공항은 팔레올로 국제공항을 사용하고 있다.

## 개요

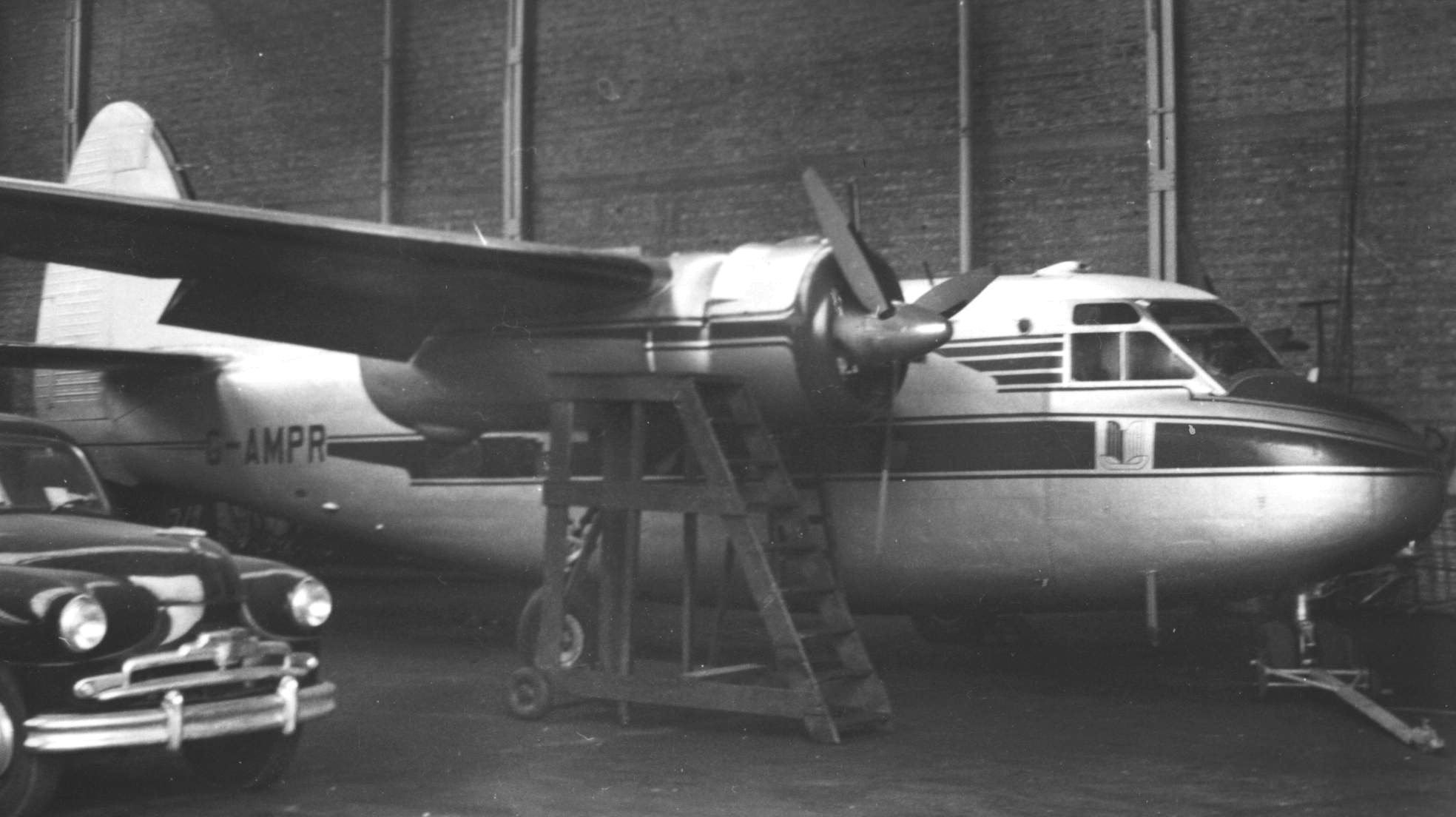
폴리네시안 항공의 퍼시벌 프린스

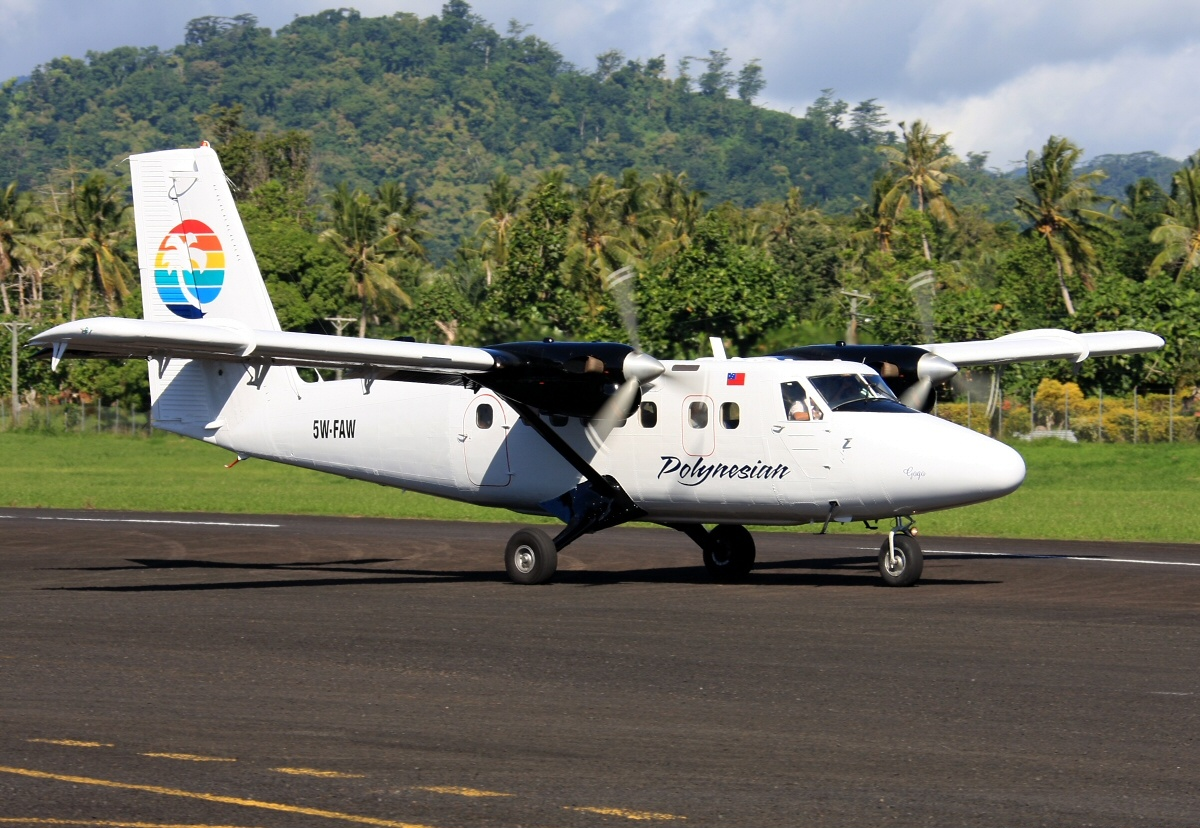
폴리네시안 항공의 드 하빌랜드 캐나다 DHC-6-300 트윈오터

1959년 폴리네시아 항공(Polynesian Airlines)으로 설립되었으며, 그해 8월 퍼시벌 프린스 항공기를 이용하여 아메리칸 사모아의 아피아와 팡오팡오 간의 운항을 시작했다. 1971년 서부 사모아 정부에 의해 이익을 얻었다. 1982년 앤셋 오스트레일리아는 정부와 5년 간의 경영 계약을 체결하여 1987년에 10년 더 연장되었다. 1995년 2월, 마케팅, 영업 및 운영 관계를 발전시키기 위해 에어 뉴질랜드와 상업적 제휴가 체결되었다.
2005년, 국제선 운항을 사모아 정부와 오스트레일리아의 저비용 항공사인 버진 블루(현재의 버진 오스트레일리아 )의 합작으로 설립된 새로운 항공사 폴리네시아 블루(현재의 버진 사모아)에 의해 인수되었다. 사모아 정부와 버진 블루는 각각 지분을 49%를 보유하고 있으며, 나머지 2%는 사모아 투자 그룹이 보유하고 있다. 사모아 정부는 연간 예산의 절반 이상을 차지하는 폴리네시안 항공의 운항 비용 상승을 국제 운항 중단의 주요 이유 중 하나로 꼽았다. 하지만 폴리네시아 항공은 사모아와 아메리칸 사모아에서 터보프롭 항공기를 계속 운항했다. 2011년, 버진 블루는 버진 사모아(영어: Virgin Samoa)로 이름을 바꾸면서 자사 항공사 그룹의 브랜드 개편을 발표하였다.
2017년 사모아 정부는 경쟁력 있는 요금 책정 부족과 실망스러운 실적을 이유로 버진 사모아를 폐쇄한다고 발표했다. 대신 폴리네시아 항공은 "사모아 항공"이라는 새로운 이름으로 국제선을 재개할 것이다. 사모아 항공은 국제선 운항을 지원하기 위해 피지 항공과 제휴하였고, 아이슬란드 항공이 중개한 계약에서 이탈리아의 항공사인 니오스 항공으로부터 보잉 737-800을 임대하였다. 2017년 11월 14일, 사모아 항공이 아피아에서 오클랜드로 운항하는 국제선이 도입되었다.

## 운항 노선
- 2020년 10월 기준으로 사모아 항공은 다음과 같이 운항하고 있다.

## 보유 기종
- 2021년 1월 기준으로 사모아 항공은 다음과 같이 보유하고 있다.

### 퇴역 기종
- 보잉 737 MAX 9 - 도입 취소[3]
- 보잉 727-200
- 보잉 737-200
- 보잉 737-300
- 보잉 737-800
- 보잉 767-200
- 보잉 767-300
- 브리튼 노먼 아일랜더
- 드 해빌랜드 캐나다 DHC-8-100
- 더글러스 DC-3
- GAF 노머드
- 호커 시들리 HS 748